# Liste des distinctions des Red Hot Chili Peppers
Red Hot Chili Peppers est un groupe californien de funk rock formé en 1983 à Los Angeles par le chanteur Anthony Kiedis et le bassiste Flea. La formation compte actuellement trente-trois récompenses pour soixante-trois nominations.

## American Music Awards
- 2000
  - American Music Awards – Artiste alternatif favori (Favorite Alternative Artist)

## Billboard Awards
- 1999
  - Billboard Music Awards - Prix spécial de la chanson ayant passé le plus de semaines en tête du classement "Modern Rock Tracks" pour "Scar Tissue"
- 2000
  - Billboard Music Video Awards – Meilleur clip modern rock de l'année pour "Californication" (Best Modern Rock Clip of the Year)

## Brit Awards
- 2003
  - Brit Awards – Meilleur groupe international (Best International Group)

## California Music Awards
- 2004
  - California Music Awards – Artiste californien favori (California Favorite)

## Grammy Awards
- 1993
  - Grammy Awards – Meilleure performance hard rock pour "Give It Away" (Best Hard Rock Performance)

- 2000
  - Grammy Awards – Meilleure chanson rock pour "Scar Tissue" (Best Rock Song)
- 2007
  - Grammy Awards – Meilleur album rock pour Stadium Arcadium (Best Rock Album)
  - Grammy Awards – Meilleure chanson rock pour Dani California (Best Rock Song)
  - Grammy Awards – Meilleure performance rock pour Dani California (Best Rock Performance)
  - Grammy Awards – Meilleur album en édition spéciale pour Stadium Arcadium (Best Boxed or special limited edition package of their album)

## MTV Europe Music Awards
- 2000
  - MTV Europe Music Awards – Meilleure performance rock (Best Rock Act)
- 2002
  - MTV Europe Music Awards – Meilleure performance live (Best Live Act)
  - MTV Europe Music Awards – Meilleure performance rock (Best Rock Act)
- 2006
  - MTV Europe Music Awards – Meilleur album pour Stadium Arcadium (Best Album)

## MTV Video Music Awards
- 1992
  - MTV Video Music Awards - Choix du public pour Under the Bridge (Viewer's Choice)
  - MTV Video Music Awards - Vidéo révolutionnaire pour "Give It Away" (Breakthrough Video)
  - MTV Video Music Awards – Meilleure direction artistique pour "Give It Away" (Stéphane Sednaoui) (Best Art Direction)
- 1999
  - MTV Video Music Awards – Meilleur site web (Best Artist Website)
- 2000
  - MTV Video Music Awards – Meilleure direction pour "Californication" (Colin Strause) (Best Direction)
  - MTV Video Music Awards – Meilleure direction artistique pour "Californication" (Best Art Direction)

## MTV Video Music Awards Japan
- 2003
  - MTV Video Music Awards Japan – Meilleure vidéo rock (Best Rock Video)

## MTV Video Music Awards Latin America
- 2002
  - MTV Video Music Awards Latin America – Meilleur Artiste rock international (Mejor Artista Rock International)

## MuchMusic Video Awards
- 2000
  - MuchMusic Video Awards – Meilleure vidéo internationale pour "Californication" (Best International Video)

## VH1 Awards
- 2000
  - VH1 Awards – Pushing the Envelope Video pour "Californication"
  - VH1 Awards - Californication reconnu "Must-Have Album"